# هاينريش الأول دوق بافاريا
هاينريش الأول (920 – 1 نوفمبر 955 م)؛ هو عضو في سلالة أوتونية الألمانية الملكية، كان دوق بافاريا منذ 948 م حتى وفاته.

## السيرة الذاتية
هو الابن الثاني للملك الألماني هاينريش الصياد وزوجته ماتيلدا من رينغلهايم، بعد وفاة والده انتقل اللقب الملكي إلى شقيقه الأكبر أوتو الأول، الذي كان عليه على الفور مواجهة سخط العديد من النبلاء السكسونيين، وعلاوةً على ذلك ثار أخيه الأكبر وغير الشقيق ثنكمار الذي حرم من الخلافة بالتحالف مع إبرهارد دوق فرانكونيا ضد أوتو الأول، واستطاع خطف الشاب هاينريش واعتقله ولكن ثانكمار قُتل على يد أتباعه عام 938، اختار هاينريش أثناء احتجازه الانضمام إلى المتمردين، وتحالف مع الدوق إبرهارد وصهره جيلبرت دوق لورين، وقام بثورة ضد شقيقه الملك في عام 938 م، معتقدًا أنه كان لديه ادعاء على العرش باعتباره الطفل الأول بعد تتويج والده عام 919 م.
في عام 939 م هُزمت قواته في بيرتن (بالقرب من كسانتن)؛ بحيث أصيب في المعركة، قُتل كل من حليفيه الدوق إبرهارد والدوق جيلبرت بمعركة أندرناخ في 2 أكتوبر، تمكن هاينريش من الفرار أولاً نحو أخته غيربرغا أرملة الدوق جيلبرت، ثم إلى بلاط لويس الرابع ملك فرنسا الذي تزوج من شقيقته الأرملة، وعندما غزت قوات أوتو لورين (لوثارينجيا) أعلنت الحرب على فرنسا، تمكن هاينريش من العودة وارضخ لشقيقه بحيث تم الصلح بينه وبين أوتو في عام 940 م، حصل هاينريش على دوقية لوثارينجيا، ومع ذلك لم يستطع تأكيد سيطرته في المنطقة ضد النبلاء المحليين الذين كانوا يميلون نحو فرنسا، ونتيجة لذلك تم تجريده من منصبه وعين أوتو دوق فردان بدلاً منه، تآمر هاينريش المرير مرة أخرى لاغتيال الملك أوتو في عيد الفصح 941 بالقصر الإمبراطوري في كويدلينبورغ، وعندما تم اكتشاف عن المؤامرة وضع باحتجاز في إنغلهايم، ولكن تم إطلاق سراحه بعد قيامه بالتكفير عن الذنب بعيد الميلاد من ذلك العام.
على مر السنين تحسنت العلاقة بين الأخوين، وبعد وفاة برثولد دوق بافاريا، قام أوتو بتحريض من والدته ماتيلدا بمنح دوقية بافاريا له عام 948 م، كان هاينريش لها علاقة مصاهرة مع أسرة البافارية، بحيث أن زوجته جوديث كانت ابنة شقيقة الدوق الراحل وابنة أرنولف السيء منافس والده على اللقب الملكي في السابق، على الرغم من أنه قوبل بمقاومة من قبل النبلاء المحليين، إلا أنه استطاع تعزيز سلطته، ثم قام بتوسيع دوقيته في الحروب مع المجريين، وفي عام 951 م رافق الملك أوتو في حملته الإيطالية ضد الملك بيرينغار الثاني، وأيضا تمكن من إحضار الملكة أديلايد إلى بابية، بدوره استقبل تخم فيرونا التي تم تأسيسها حديثًا مع فريولي وإيكلاية وإستريا خلال الرايخستاغ الإمبراطوري المنعقد في أوغسبورغ في 952 م، وفي (953 – 954 م) تحالف رعاياه البافاريين مع ابن شقيقه ليودولف دوق شوابيا وصهره كونراد دوق لورين في التمرد ضد الملك، إلا أن هاينريش وقف في صف شقيقه الملك واستطاعا سحق التمرد.
في 955 م تمكن شقيقه من تحقيق انتصارًا باهرًا على المجريين بمعركة ليشفيلد الذين حاولوا غزو دوقية بافاريا، انهت هذه المعركة غزوات المجريون نحو أوروبا الغربية، أصبح هاينريش مريضاً خلال هذا العام وتوفي في 1 نوفمبر، وخلفه ابنه الوحيد هاينريش الثاني.
هو جد هاينريش الثاني إمبراطور الروماني المقدس الذي اعتبر أخر فرد من السلالة، وكذلك أصبحت شقيقته جيزيلا ملكة المجر بزواجها من إسطفان الأول اللذان يعتبرا قديسًا في الكنيسة الكاثوليكية.

## الذرية

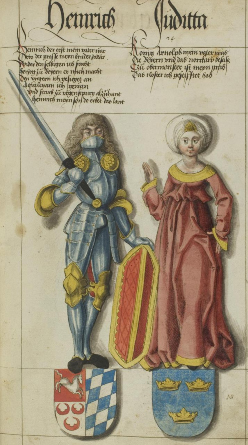
هاينريش الأول مع زوجته جوديث

تزوج هاينريش من جوديث (925 – بعد. 29 يونيو 985 م)؛ هي ابنة أرنولف دوق بافاريا وجوديث فون زولشيغاو، كان لديهم:
- غربيرغا، الأميرة الراهبة في دير غاندرشيم.[9]
- هيدفيغ، تزوجت من بورشار الثالث، دوق شوابيا، ليس لديهم أبناء.[10]
- هاينريش الثاني دوق بافاريا (951 – 995 م).[10]

أصبحت زوجته الوصية على ابنهما القاصر، بحيث حكمت الأراضي بحكمة، وأيضا قامت بحج نحو الأراضي المقدسة أثناء عودتها في 973 م شهدت تمرد ابنها ضد الإمبراطور أوتو الثاني، تقاعدت لاحقاً في دير بـ ريغنسبورغ وتوفي في 985 م، ودفنت بجوار زوجها في هذا الدير.